# Zbigniew Łuc
Zbigniew Łuc (ur. 11 kwietnia 1963 we Wrocławiu) – polski akordeonista i pedagog.

## Życiorys
Absolwent Akademii Muzycznej we Wrocławiu (klasa akordeonu Ireneusza Wróbla, dyplom 1986). Doktor habilitowany. Od 1983 naucza gry na akordeonie w Ogólnokształcącej Szkole Muzycznej I i II stopnia im. Karola Szymanowskiego we Wrocławiu oraz od 1986 w Akademii Muzycznej we Wrocławiu (od 2002 na stanowisku adiunkta). Wychowawca laureatów międzynarodowych konkursów akordeonowych (m.in. w Bratysławie, Castelfilardo, Klingenthal, Sankt Petersburgu i Wilnie). Ekspert Ministerstwa Edukacji Narodowej.
Członek Wrocławskiego Kwintetu Akordeonowego (od 1988). Koncertował m.in. Filharmonii Wrocławskiej, Filharmonii Dolnośląskiej, Operze Wrocławskiej oraz w Austrii i w Niemczech. 
Dwukrotnie odznaczony Srebrnym Krzyżem Zasługi (2000, 2006). Ojciec akordeonisty Rafała Łuca.